# Miguel Peropadre
Miguel Peropadre Gracia, más conocido como Cinco Villas fue un torero que nació el 6 de junio de 1946 en el número 15 de la calle Herrerías, en la localidad zaragozana de Ejea de los Caballeros. Está enterrado en Zaragoza.
Tomó la alternativa como matador de toros el 11 de octubre de 1972 en la Plaza de Toros de Zaragoza, con Paquirri como maestro de ceremonia y Dámaso González de testigo; los toros, de Diego Puerta, cortando dos orejas a su segundo.
Confirmó la alternativa en Las Ventas de Madrid el 7 de julio de 1974 siendo apadrinado por "El Marcelino" y de testigo Raul Sánchez, con el toro: "Tinojillo".

## Temporadas
En 1972 toreó 2 corridas.
En 1973 toreó 9.
En 1974 toreó 14. 
En 1975 toreó 10.
En 1976 toreó 4.
En 1977 toreó 2.
En 1978 toreó 4.
En 1979 toreó 5 corridas.
Fue un torero que tenía condiciones. Fallaba con la espada.
Falleció en accidente de tráfico el 10 de agosto de 1983 en Bujaraloz, después de torear en Maella y haber cortado dos orejas.